# Touki Bouki
Pour plus de détails, voir Fiche technique et Distribution.
Touki Bouki est un film sénégalais réalisé par Djibril Diop Mambéty, sorti en 1973. C'est le premier long métrage du réalisateur. La signification de son titre a fait ensuite l'objet de plusieurs interprétations. 

## Synopsis
Mory, un berger venu à Dakar vendre son troupeau, rencontre Anta, une étudiante à l'université.  Ensemble, ils chevauchent une moto montée avec le crâne d'une vache et rêvent de partir en France, de quitter le Sénégal et l'Afrique. Tous les moyens sont bons pour trouver l'argent pour le voyage. Mory vole des vêtements et de l'argent d'un riche homosexuel qui l'avait invité chez lui. Mais au moment de partir, Anta prend le bateau pour l'Europe et Mory quant à lui, reste et retourne à ses racines.

## Fiche technique
- Titre original : Touki Bouki (Le Voyage de la hyène)
- Réalisation : Djibril Diop Mambéty
- Scénario : Djibril Diop Mambéty
- Musique : Joséphine Baker, Mado Robin, Aminata Fall
- Image : Pap Samba Sow, Georges Bracher
- Son : El Hadji Mbow
- Montage : Siro Asteni, Emma Mennenti[3]
- Studios de Production : Cinegrit, Studio Kankourama
- Distribution : International Film Circuit
- Année de sortie : 1973
- Pays d'origine :  Sénégal
- Langue : Wolof
- Durée : 95 minutes

## Distribution
- Aminata Fall : Tante Oumy
- Ousseynou Diop : Charlie
- Magaye Niang : Mory
- Mareme Niang : Anta

## Réception
Le Monde le qualifie de chef-d'œuvre du nouveau cinéma: « A mi-chemin du Français Jean-Luc Godard et du Brésilien Glauber Rocha, le film, brillante allégorie coloriste s’autorisant toutes les libertés narratives, offre une radiographie inquiétante du Sénégal postcolonial. »

## Récompenses et distinctions
Récompenses
- Prix de la critique internationale au Festival de Cannes en 1973
- Prix de la FIPRESCI au  Festival international du film de Moscou
- Lien (en) 8e Festival du Film Moscou
- Touki Bouki est classé 52e par le magazine Empire magazine's "The 100 Best Films Of World Cinema" in 2010[5].